# Vuk Bojović
Vukosav Vuk Bojović (Pljevlja, 18. prosinca 1940. – Beograd, 17. rujna 2014.), srpski kipar i dugogodišnji direktor beogradskog zoološkog vrta.

## Životopis
Bojović vodi podrijetlo iz sela Zimnice na Durmitoru. Magistrirao je kiparstvo na Fakultetu likovnih umjetnosti u Beogradu. Uradio je tridesetak bisti, među kojima i biste Veljka Vlahovića i Dragana Kovačevića.
Od 1982. do 1986. godine bio je direktor Više trgovačke škole u Beogradu.
Bio je otac Nikole i Luke Bojović.

## Vrt dobre nade
Na funkciji direktora beogradskog zoološkog vrta nalazio se od 1. svibnja 1986. godine do smrti 17. rujna 2014.
Široj javnosti je postao poznat kada je krajem osamdesetih dva puta iz zoološkog vrta bježala čimpanza Sami. U potjeri po ulicama i krovovima Beograda i uvjeravanju čimpanze da se "preda" najveću ulogu je imao Bojović. Taj događaj je on kasnije iskoristio da skrene pažnju na stanje u zoološkom vrtu i da to stanje unaprijedi.
Zbog pogibije mladića koji je upao u kavez s medvjedima, Radmila Hrustanović, beogradski funkcionar, dala je prijedlog da se Vrt dobre nade premjesti s Kalemegdana. Međutim, Vuk Bojovović je na to odgovorio štrajkom glađu.

## Vanjske poveznice
- Biografija na stranici zoološkog vrta  Arhivirana inačica izvorne stranice od 10. listopada 2007. (Wayback Machine)
- Intervju "Ilustrovanoj politici"  Arhivirana inačica izvorne stranice od 16. kolovoza 2003. (Wayback Machine)
- Portret suvremenika iz lista "Vreme"  Arhivirana inačica izvorne stranice od 22. lipnja 2009. (Wayback Machine)
- Intervju dat Glasu javnosti  Arhivirana inačica izvorne stranice od 10. prosinca 2008. (Wayback Machine)